# الجحيم والماء العالي (فلم)
الجحيم والماء العالي (بالإنجليزية: Hell or High Water) هو فيلم جريمة تم إنتاجه في الولايات المتحدة وصدر في سنة 2016. من بطولة جيف بريدجز وكريس باين وبن فوستر وجيل برمنغهام.

## الميزانية والإيرادات
بلغت تكلفة إنتاج الفيلم حوالي 12 مليون دولار بينما حقق إيرادات تقدر بـ 20 مليون دولار.

## وصلات خارجية
- مقالات تستعمل روابط فنية بلا صلة مع ويكي بيانات